# Trichosteleum louisiadum
Trichosteleum louisiadum är en bladmossart som beskrevs av Schultze-motel 1973. Trichosteleum louisiadum ingår i släktet Trichosteleum och familjen Sematophyllaceae. Inga underarter finns listade i Catalogue of Life.